# Ermita del Cristo (Pinofranqueado)
La ermita del Cristo de la Salud o simplemente ermita del Cristo es una ermita del siglo XVII ubicada en el municipio español de Pinofranqueado, en la provincia de Cáceres. Alberga la imagen del Cristo de la Salud, cuya fiesta se celebra a mediados de setiembre.

## Localización
Se ubica en el centro del pueblo, inmediatamente al este de su casco antiguo, junto al cruce de la avenida Cristo de la Salud con la calle Centenales. La citada avenida es la travesía urbana de la carretera provincial CC-122, que comunica el pueblo de Pinofranqueado con la mayoría de las alquerías de su término municipal, subiendo todo el valle del río Esperabán hasta Aldehuela. Por su parte, la calle Centenales es la salida más recta del casco antiguo hacia la carretera autonómica EX-204 que lleva a Caminomorisco. El edificio se encuentra casi rodeado por instalaciones públicas, como el centro cultural del pueblo, un parque-jardín, una parada de autobús, el colegio público Luis Chamizo y una explanada de aparcamientos. Su parcela tiene una superficie construida de 136 m².

## Historia
Se conocen pocos datos sobre la historia de esta ermita, pero por su arquitectura se ha fechado su construcción en el siglo XVII. En el Interrogatorio de la Real Audiencia de Extremadura de 1791, se menciona que en el territorio del concejo de Pinofranqueado, donde no existía el actual pueblo sino doce alquerías que funcionaban como una pedanía de la villa de Granada, esta era la única ermita que existía, ubicada junto a la alquería de Pino. Dicho interrogatorio menciona que la ermita solamente albergaba la imagen del Cristo de la Salud y que no contaba con fondos propios ni ermitaño. En 1922, la ermita fue uno de los edificios visitados por Alfonso XIII en su conocido viaje a Las Hurdes.
Durante siglos estuvo ubicada en las afueras orientales del casco urbano y rodeada de campo, hasta que en la segunda mitad del siglo XX comenzó a construirse en los alrededores de la ermita, quedando así actualmente en el centro del pueblo. Albergaba el cementerio de la localidad hasta que en el último cuarto de dicho siglo se construyó el actual a las afueras del nuevo casco urbano; el antiguo cementerio fue derribado en los primeros años del siglo XXI para crear la explanada de aparcamientos.

## Descripción
Es un templo de una sola nave de planta rectangular, compuesta de dos tramos más capilla mayor. Sus muros están construidos fundamentalmente con mampostería, con la fachada revocada y pintada en blanco; sin embargo, también se han empleado ladrillo y cantería granítica. La nave tiene cubierta a dos aguas y el presbiterio a cuatro, estando este último a mayor altura. Interiormente, la nave se cubre con una bóveda moderna y sus dos tramos están separados por un gran arco de medio punto de ladrillo sobre pilares adosados. El acceso a la capilla mayor se hace con otro arco de medio punto similar pero más estrecho, ya que es uno de los cuatro arcos torales que sostienen en el interior de dicha capilla una cúpula sobre pechinas realizada en cemento y ladrillo.
Se accede al interior del templo a través de una sola portada de medio punto de ladrillo revocado, con impostas a los pies, ubicada en un pequeño atrio en el imafronte. Aparte de esta portada, solamente hay otro vano en el templo, una ventana cuadrada en el lado de la epístola de la capilla mayor; en el lado del evangelio de dicha capilla hay una pequeña sacristía, que cuenta aparte con ventanas propias.
Sobre el imafronte hay una espadaña de cantería granítica con dos cuerpos separados por impostas, de los cuales el inferior hace su inicio con sendas volutas, mientras que el superior, con cornisa, está rematado a los lados con formas cúbicas, cóncavo-convexas y terminadas en pico; entre ambas partes del cuerpo superior, una estructura similar a la de ambos remates se corona con una cruz.
En la capilla mayor se conserva el retablo mayor, que es una obra barroca con la imagen del Cristo de la Salud, que es el patrón del municipio. Junto al Cristo hay en este retablo imágenes de San Ramón hacia el lado de la epístola y la Dolorosa hacia el lado del evangelio.

## Uso actual
Desde el punto de vista eclesiástico, la ermita pertenece a la parroquia de Nuestra Señora de la Encina de Pinofranqueado, perteneciente a la diócesis de Coria-Cáceres. La ermita funciona tradicionalmente mediante el sistema de mayordomía, nombrándose cada año uno o más mayordomos encargados del mantenimiento ordinario del edificio y de la organización de sus fiestas.
La ermita es la sede de una de las fiestas principales del municipio, la Exaltación de la Santa Cruz, que se celebra anualmente el 14 de setiembre en honor al patrón del pueblo, el Cristo de la Salud. El día 14, normalmente declarado festivo local, se lleva en procesión al Cristo desde la ermita hasta la iglesia de Nuestra Señora de la Encina, donde se celebra una misa. El evento cuenta con varios elementos folclóricos, como trajes típicos y música tradicional hurdana. Por la noche tiene lugar en la plaza una verbena de despedida del verano. El día siguiente a la fiesta, el Cristo regresa a la ermita en otra procesión. Por su ubicación en la salida hacia el valle del río Esperabán, el Cristo cuenta tradicionalmente con gran devoción en las alquerías del municipio.
La Junta de Extremadura registró el edificio en su Inventario del Patrimonio Histórico y Cultural de Extremadura en 2006. El Plan General Municipal de Pinofranqueado de 2020 protege el edificio como monumento de relevancia local, con un nivel de protección urbanística integral.